# Efebe van Adrano
De Efebe van Adrano is een Oud-Grieks beeld dat een efebe voorstelt en is gevonden in Adrano, een gemeente op het Italiaanse eiland Sicilië.

## Beschrijving
Het beeld is van brons. Het meet 19,5 cm hoog. 
De Efebe van Adrano bevindt zich in het Regionaal Archeologisch Museum Paolo Orsi of in het Italiaans Museo archeologico regionale Paolo Orsi in de stad Syracuse. 

## Historiek
De vindplaats is de wijk Polichello, op het grondgebied van de gemeente Adrano. Het was Paolo Orsi (1859-1935), een archeoloog die opgravingen deed in Sicilië en Calabrië die het beeldje vond in het jaar 1908.
De datering is circa 530 v.Chr., toen Syracuse behoorde tot Groot-Griekenland. Onderzoekers zijn van mening dat de beeldhouwer-bronsgieter een zekere Pythagoras was uit Reggio Calabria, dat destijds in het Oudgrieks Rhegion heette. Een alternatieve theorie is dat het een kleine Siciliaanse kopie is van een werk van deze meester uit Reggio Calabria.
Het stelt een efebe voor als naakte atleet die zijn rechterhand openvouwt om met een schaal een offer te plengen, bijvoorbeeld omwille van de overwinning die hij behaalde. De offerschaal is verdwenen.